# Le Piège (film, 1994)
Pour les articles homonymes, voir Le Piège.
Pour plus de détails, voir Fiche technique et Distribution.
Le Piège (The Soft Kill) est un film policier américain réalisé par Eli Cohen en 1994.

## Synopsis
Jack, ancien flic, est suspecté du meurtre de sa maîtresse Kimberly, l'épouse de Martin et la sœur de Jane ; heureusement que son ancien coéquipier, Ben, veille sur lui.

## Fiche technique
- Titre : Le Piège
- Titre original : The Soft Kill
- Réalisation : Eli Cohen
- Scénario : Yitzhak Ginsberg, Alex Kustanovich, Michele Noble
- Production : Ehud Bleiberg, Yitzhak Ginsberg, Larry Rattner, Alain Silver pour Bleiberg Entertainment, Dream Entertainment Inc.
- Musique : William Goldstein
- Photographie : Nancy Schreiber
- Montage :  Barry Zetlin
- Distribution des rôles : Russell Gray, Mark Tillman
- Création des décors : Elisabeth A. Scott
- Direction artistique : Rob Shepps
- Décorateur de plateau : Susan Cordova
- Création des costumes : Leslie Daniel Rainer
- Coordinateur des cascades : Kay Kimler
- Société de distribution : Koch Media
- Genre : Thriller
- Durée : 94 min
- Pays :  États-Unis
- Langue : anglais
- Couleur
- Son : Ultra Stereo
- Classification : USA : R

## Distribution
- Michael Harris : Jack Ramsey
- Brion James : Ben McCarthy
- Carrie-Anne Moss : Jane Tanner
- Matt McCoy (en) : Vinnie Lupino
- Corbin Bernsen : Martin Lewis
- Kim Morgan Greene : Kimberly Lewis
- Johnny Medina : Manny Ortega
- Annie James : Allison Tanner
- Judith Ziehn : veuve et rendez-vous